# رينا هيل
رينا هيل (بالإنجليزية: Rina Hill)‏ هي تريثلت أسترالية، ولدت في 7 يوليو 1969 في بريزبان في أستراليا.

## وصلات خارجية
- رينا هيل على موقع النتائج التاريخية لألعاب القوى الأسترالية (الإنجليزية)
- رينا هيل على موقع اتحاد الترياتلون الدولي (الإنجليزية)
- رينا هيل على موقع IAT Triathlon Database (الإنجليزية)
- رينا هيل على موقع أوليمبيديا (الإنجليزية)
- رينا هيل على موقع اللجنة الأولمبية الأسترالية (الإنجليزية)